# Leben ohne Ende (Fernsehserie)
Leben ohne Ende (Originaltitel: Earth Abides) ist eine US-amerikanische postapokalyptische Science-Fiction-Drama-Minifernsehserie von Todd Komarnicki mit Alexander Ludwig und Jessica Frances Dukes in den Hauptrollen. Sie basiert auf dem gleichnamigen Roman von George R. Stewart. Die Serie wurde am 1. Dezember 2024 über MGM+ in den Vereinigten Staaten und Stan in Australien uraufgeführt.

## Handlung
Nach einem Klapperschlangenbiss fällt der Geologe Isherwood „Ish“ Williams in einen komatösen Zustand. Als er nach drei Wochen wieder erwacht, hat eine tödliche Seuche fast die gesamte Menschheit ausgelöscht und die Zivilisation ist zusammengebrochen. Ish glaubt zunächst, er sei der letzte Überlebende, doch auf seiner Reise durch einige verlassene Städte der USA trifft er auf andere Menschen, darunter Emma, mit der er eine Familie gründet. Gemeinsam mit einer kleinen Gruppe Überlebender versuchen sie, in der neuen, primitiven Welt zu bestehen und eine neue Gemeinschaft aufzubauen. Während die alten Werte und das Wissen der früheren Zivilisation allmählich in Vergessenheit geraten, kämpft Ish darum, wenigstens einen Funken Kultur und Hoffnung für kommende Generationen zu bewahren.

## Episodenliste
| Nr. | Deutscher Titel                | Originaltitel                | Erstausstrahlung | Deutschsprachige Erstausstrahlung (D) | Regie              | Drehbuch                 |
| --- | ------------------------------ | ---------------------------- | ---------------- | ------------------------------------- | ------------------ | ------------------------ |
| 1   | Allein                         | Alone                        | 1. Dez. 2024     | 14. Feb. 2025                         | Bronwen Hughes     | Todd Komarnicki          |
| 2   | Der Zwischenraum               | The Space Between            | 8. Dez. 2024     | 14. Feb. 2025                         | Bronwen Hughes     | Karen Janszen            |
| 3   | Leben ohne Ende                | World Without End            | 15. Dez. 2024    | 21. Feb. 2025                         | Rachel Leiterman   | Tony Spiridakis          |
| 4   | Beutejäger                     | Predators                    | 22. Dez. 2024    | 28. Feb. 2025                         | Rachel Leiterman   | Evan Hart & Kyle Stephen |
| 5   | Die Rückkehr                   | The Return                   | 22. Dez. 2024    | 7. März 2025                          | Stephen Campanelli | Karen Janszen            |
| 6   | Für immer ist morgen ist heute | Forever is Tomorrow is Today | 29. Dez. 2024    | 14. März 2025                         | Stephen Campanelli | Todd Komarnicki          |